# Pucaya castanea
Pucaya castanea är en skalbaggsart som beskrevs av Ohaus 1910. Pucaya castanea ingår i släktet Pucaya och familjen Dynastidae. Inga underarter finns listade i Catalogue of Life.